# عضلات بين ضلعية ظاهرة
العضلات الوربية الظاهرة أو الخارجية (بالإنجليزية: External Intercostal Muscles)‏ تنشأ من الحديبات الضلعية على الوجه السفلي للأضلاع وتلتف على طول الحيز الوربي للأضلاع.

وترتكز على الوجه العلوي للضلع حتى تصل لمستوى الاتصالات الغضروفية الضلعية ثم تستمر بأغشية وربية خارجية External Intercostal Membrances

## اتجاه أليافها
باتجاه الأسفل والأنسي؟

## عملها
تقوم هذه العضلة برفع الأضلاع وبالتالي هي عضلة شهيقية.

## معرض صور

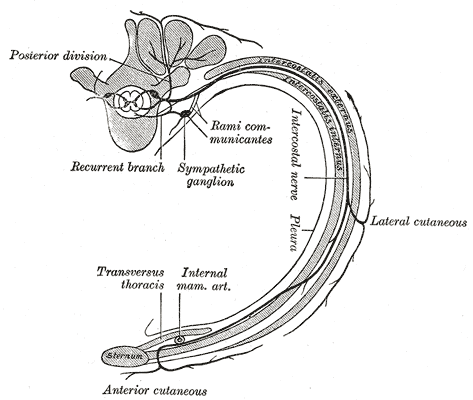
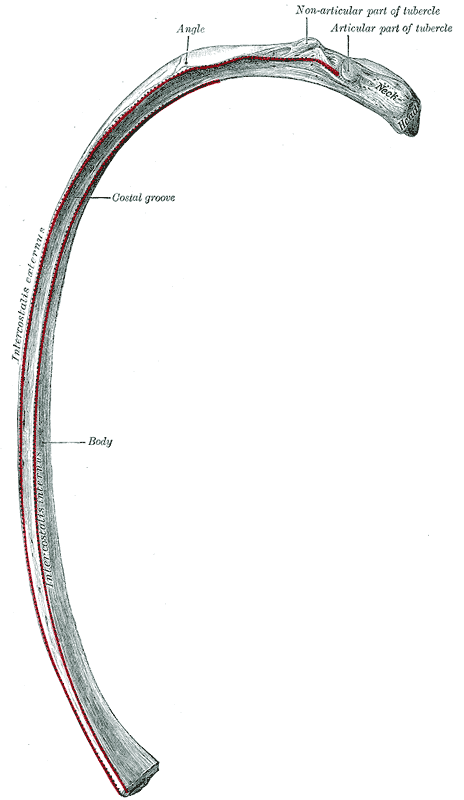
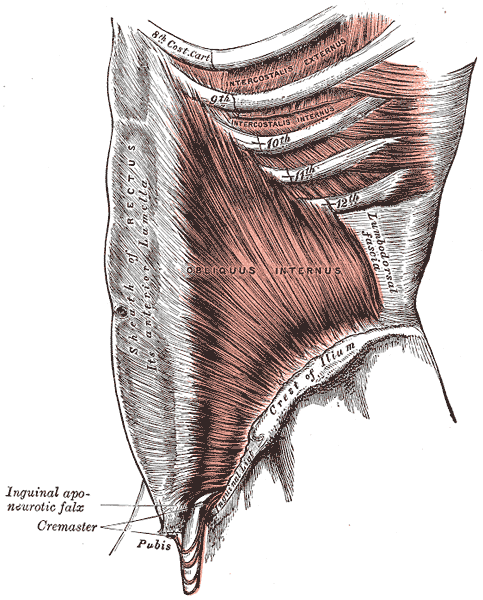